# Non-monogamie

Het paarse Mobiussymbool voor non-monogamie.

Het "love outside the box"-symbool (liefde buiten vaste kaders) voor polyamorie en non-monogamie.

Non-monogamie (of nonmonogamie) is een overkoepelende term voor het hebben van of spreken over een intieme relatie, die niet strikt de standaarden van monogamie volgt. Monogamie is in dezen het delen van seks, liefde en affectie met één persoon. Men kan dus onder meer van non-monogamie spreken in het geval van vreemdgaan, een open relatie of polyamorie.
In zijn definitie verwijst non-monogamie naar een interpersoonlijke relatie, opzettelijk ondernomen, waarin afspraken over exclusiviteit (bijvoorbeeld seksuele of emotionele) in mindere vorm bestaan of in zijn geheel niet bestaan. Individuen kunnen en mogen meerdere seksuele of romantische relaties tegelijk aangaan.
Er wordt onderscheid gemaakt tussen consensueel/ethisch non-monogaam (wanneer er sprake is van instemming van de partner en andere betrokkenen) en non-monogame situaties zonder instemming van de partner en andere betrokkenen.
Volgens een schatting hebben 3,3% van de volwassenen in de Europese Unie en de Verenigde Staten een consensueel non-monogame relatie.

## Vormen
Veel termen voor non-monogame situaties zijn flexibel in hun betekenis en gebaseerd op woorden zoals "relatie" of "liefde".

### Non-consensuele vormen
- vreemdgaan — het hebben van een (seksueel) contact of een (seksuele) relatie met een ander dan de vaste partner, zonder dat die hiermee heeft ingestemd.
- buitenechtelijke relatie — een situatie waar iemand een liefdesverhouding aangaat met iemand anders dan de echtgenoot, meestal in het geheim.

### Consensuele vormen
- open relatie/open huwelijk — een vaste relatie/huwelijk waarbij de partners ermee instemmen dat de andere partner (ook) seks met anderen heeft.
- promiscuïteit — het hebben van verschillende, wisselende, seksuele contacten met meerdere personen.
- ménage à trois — oorspronkelijk een term voor een overeenkomst waarbij drie mensen seksualiteit en een huishouden delen, tegenwoordig vaak gebruikt als synoniem voor een trio.
- swingen — vergelijkbaar met open relaties, maar uitgevoerd als een georganiseerde sociale activiteit.
- polyamorie — een levenswijze waarin men open staat voor het hebben van meer dan één liefdesrelatie tegelijk, waarbij ruimte is voor seksualiteit, op de voorwaarde dat dit gebeurt in openheid en eerlijkheid.
- polyfideliteit — betrokken personen hebben meerdere partners, maar delen liefde en seksualiteit exclusief met elkaar.
- polygamie — een persoon is getrouwd met meerdere partners.
  - polyandrie — een vrouw is getrouwd met meerdere mannen.
  - polygynie — een man is getrouwd met meerdere vrouwen.